# Киселівка (Полтавський район)
Киселі́вка — село в Україні, у Решетилівській міській громаді Полтавського району Полтавської області. Населення становить 97 осіб. До 2020 року орган місцевого самоврядування — Говтвянська сільська рада.

## Географія
Село Киселівка розташоване за 68 км від обласного центру та 29 км від адміністративного центру міської громади Решетилівки, на лівому березі річки Псел, вище за течією на відстані 1,5 км розташоване село Плавні, нижче за течією примикає село Говтва, на протилежному березі — село Приліпка Кременчуцького району. Навколо села є декілька озер, у тому числі озеро Гниле.

## Історія
12 червня 2020 року, в ході децентралізації, населені пункти Говтвянської сільської ради увійшли до складу Решетилівської міської громади.
19 липня 2020 року, в результаті адміністративно-територіальної реформи та ліквідації Козельщинського району, село увійшло до Полтавського району.

## Економіка
- Птахо-товарна та свино-товарна ферми.